# Иллюзия Сандера
Иллюзия Сандера или параллелограмм Сандера — это оптическая иллюзия, описанная немецким психологом Фридрихом Сандером (1889—1971) в 1926 году. Однако она была ранее опубликована Мэтью Лакишем в его книге «Визуальные иллюзии: их причины, характеристики и применения» в 1922 году.
Диагональная линия, делящая пополам больший левый параллелограмм, кажется, значительно длиннее, чем диагональная линия, делящая пополам меньший правый параллелограмм, но она такой же длины.
Одной из возможных причин этой иллюзии является то, что диагональные линии вокруг синих линий дают представление о глубине, а когда синие линии включены в эту глубину, они воспринимаются как имеющие разные длины.